# ポルデノーネ県の自治体一覧/履歴
これはポルデノーネ県のイタリア語版原本の履歴です。
```
   * (corr) (prec) 14:44, Feb 27, 2003 pppfree165-69-bz.aknet.it
```